# 박혜강

박혜강(본명: 박혜천, 1955년 7월 26일~2024년 10월 14일)는 대한민국의 소설가이다.
1989년 무크지 《문학예술운동》 중편소설 제2집 「검은 화산」을 발표하면서 문단에 데뷔하였다. 2024년 10월 14일 조선대학교 병원에서 입원 치료 중 방광암 악화로 사망했다.

## 학력
- 조선대학교 졸업

## 경력
- 1980년 대한석탄공사 장성광업소 입사
- 1989년 대한석탄공사 장성광업소 퇴사
- (사)광주전남 소설가협회 회장
- (사)광주전남 작가회 회장

## 주요 작품
- 검은노을(1991년)
- 다시 불러보는 그대 이름(1992년)
- 안개산 바람들(1994년)
- 자전거 여행(1994년)
- 운주(2001년)
- 세상에서 가장 아름다운 그릇 이야기(2003년)
- 도선비기(2006년)
- 조선의 선비들(2008년)
- 꽃잎처럼(2010년)
- 매천 황현(2010년)

## 수상 경력
- 1991년 제1회 실천문학상, 《검은 노을》

## 가족 관계
- 배우자: 임혜숙
  - 슬하: 박중현, 박다운, 박고운